# Une femme jeune et belle
Une femme jeune et belle (Een mooie jonge vrouw), publié en 2014, est un roman de l'écrivain hollandais Tommy Wieringa, publié en France le 1er novembre 2017.

## Résumé
En 2000, à Utrecht, Edward, virologue de 42 ans, croise, plusieurs fois, une jeune femme de 28 ans, Ruth Walta. Elle le trouve vieux mais pas mal, il pense à elle, ils se revoient.
Elle l'emmène en Frise, à Bozum, dans sa maison d'enfance, chez ses parents. Le père lui demande l'avenir envisagé pour leur couple si dépareillé (en âge), et lui apprend qu'elle a été mariée quelque temps, pour voir, en Amérique, avec un Sunny Boy, taureau étalon. Cela crée un malaise.
Edward a hésité, puis choisi la médecine. En 1981, intéressé par le Patient zéro, il a rejoint l'équipe de Wigboldus de recherche sur le virus du SIDA : désir de gloire et d'intérêt général, mais aussi d'argent pour le professeur, dont il est l'apprenti sorcier, et dont l'élan finit par faiblir, quand les laboratoires pharmaceutiques prennent la relève.
En 1997, il peut observer à Hong Kong la nouvelle variation de la grippe aviaire (H5N1), et il rejoint l'équipe de Jaap Gerson, financée par Danone et GlaxoSmithKline. C'est avec ces crédits qu'il invite Ruth à un congrès de ski, à Aspen (Colorado, USA). Ruth explique comment elle est devenue végétarienne, à force d'observer la souffrance animale. Edward est habitué à ses furets de laboratoire, à l'élimination des animaux concernés par les épidémies de grippe aviaire, et à la nécessité des sponsors dans la recherche scientifique. Elle est relativement autonome, puisqu'elle travaille quatre jours par semaine pour une fondation, en recherche sur le comportement financier des ménages. Ils se disputent parfois : Tes amis néomarxistes vont être fiers de toi (p. 67)...
En 2004, ils acceptent de recueillir un peu Hunter, 4 ans, enfant blafard et instable, abandonné par sa mère, et pas trop bien pris en charge par son père, Friso, le frère cadet de Ruth. Edward et Ruth décident d'avoir des enfants, se marient en 2005 en France, suivent un traitement. Pendant la maternité de Ruth, Edward fréquente Marjolein, privée de son ami, de 32 ans, en service lointain. 
Morris s'avère bébé pleureur : le vrai tuyau d'orgue entraîne instabilité, désarroi, calmants, médicaments, frictions... Edward doit dormir ailleurs : Je pense qu'il sait que tu ne le désirais pas. (p. 118), Oui, je suis la maladie de Morris (p. 133). Dans le même temps, Edward loue pour Friso (expulsé de son logement pour non-paiement) et Hunter un chalet pour trois mois, et Edward passe ses nuits au laboratoire, désemparé, fatigué, exclu, déshumanisé, paria, proscrit, vieilli...
Il commence à comprendre la souffrance animale, en la comparant avec la souffrance humaine qu'il vit : ennui (faiblesse ou absence de stimuli), peur (comportement réflexe, souvenir corporel), incompréhension de la situation, empathie trans-espèces. Lors d'une émission de radio très sérieuse, il admet qu'il faudrait pratiquer les passagers (potentiellement) contaminés à l'Aéroport d'Amsterdam-Schiphol comme lors des épidémies de grippe aviaire... Ou que tout est à revoir, si on veut éviter l'insensibilité douloureuse, ou anesthesia dolorosa (en).

## Personnages
- Edward Landauer (1958-), Ed, virologue en CHU puis en fondation puis Directeur du laboratoire de zooprophylaxie et de microbiologie de l'environnement, et conseiller de l'OMS,
- Ruth Walta (1972-), son amie, puis épouse,
- Morris, leur enfant,
- Lou et Claudia, deux amis du couple, en 2007,
- Henri et Diederick, deux amis de Ruth, en 2000,
- les parents de Ruth,
- Friso Walta, frère cadet de Ruth,
- Hunter (Walta), fils de Friso, abandonné par sa mère,
- Marjolein van Unen, préparatrice, amante occasionnelle d'Edward,
- Michel, fiancé de Marjolein, fusilier marin en Afghanistan,
- Herman Wigboldus, professeur de virologie, directeur de centre de recherche sur le virus du SIDA,
- Jaap Gerson, directeur du Centre de lutte contre les maladies infectieuses, de Bilthoven,

## Accueil
Le lectorat francophone est peu nombreux à s'exprimer : Job moderne, un homme détruit par son mariage et sa peur du déclin :  voilà ce qu’il a fait de sa vie, un désert qui s’étend à perte de vue, et de tous les sentiments qu’il ressentait, seules la peur et la confusion sont restées.
Pour Livres hebdo  , Tommy Wieringa confirme  avec ce  livre son « statut de chef de file de la jeune et très riche littérature néerlandaise ...  parvenant par la seule force de sa capacité d’incarnation à éviter les écueils du conte moral ou de la simple démonstration. ».